# Gnathusa caribou
Gnathusa caribou är en skalbaggsart som beskrevs av Lohse in Lohse, Klimaszewski och Ales Smetana 1990. Gnathusa caribou ingår i släktet Gnathusa och familjen kortvingar. Inga underarter finns listade i Catalogue of Life.